# Фантастична светлина
„Фантастична светлина“ (на английски: The Light Fantastic) е роман в жанр хумористично фентъзи. Тя е втората по ред издадена книга от поредицата на Тери Пратчет Светът на диска. Фантастична светлина е издадена през 1986 г. и заглавието и е цитат от стихотворение на Джон Милтън. Действието, развиващо се в книгата е продължение на историята в първата книга от поредицата - Цветът на магията.

## Сюжет
Внимание:  Текстът по-долу разкрива сюжета на произведението (или части от него)!
След като магьосникът Ринсуинд пада от ръба на света, неговият живот е мистериозно спасен. Междувременно магьосниците в Анкх-Морпорк разбират, че светът скоро ще бъде унищожен, освен ако не бъдат прочетени осемте магии на Октаво: най-могъщите магии на света, една от които се намира в главата на Ринсуинд.
След като Ринсуинд, който отново среща Двуцветко, успява да избяга от преследващите го магьосници, вижда, че Великата А'Туин, гигантската небесна костенурка, която носи на гърба си Светът на диска, е поела по нов курс, който ще доведе света право в една червена звезда, около която се движат осем луни. По време на своето пътуване Ринсуинд и Двуцветко са придружени от Коен Варваринът, герой на преклонна възраст и Бетан, спасената от Коен жертвена девойка.
Ринсуинд става един от малкото хора, които за влизали в къщата на Смърт, докато са още живи. Той почти умира, когато среща осиновената дъщеря на Смърт - Изабел, но е спасен от Багажът.
С приближаването на звездата силата на магията започва да расте. Бившият съученик на Ринсуинд Тримън прави опит да побере останалите седем велики магии своята глава, но силата им се оказва прекалено голяма за него и е отворен портал към Подземното измерение, от където ужасяващи създания се опитват да нахлуят в реалния свят. Ринсуинд, след като побеждава тези същества, се оказва способен да прочете осемте магии. След като ги прочита Октаво бива погълната от Багажът.
В края на книгата Двуцветко решава да се върне в своята страна и да остави Багажът си на Ринсуинд.